# Wilfried Hähner
Wilfried Hähner (* 10. August 1973 in Windhoek) ist ein namibischer Radiomoderator, Journalist und Gründer sowie Geschäftsführer des deutschsprachigen privaten Hörfunksenders Hitradio Namibia.
Populär wurde Hähner vor allem mit der Moderation des Morgenmagazins im NBC Deutsches Hörfunkprogramm. Dort hatte er bereits als Schüler erste Erfahrung beim Rundfunk gesammelt.
Er ist ein bekannter Vertreter der Deutschnamibier in dem südwestafrikanischen Land. Innerhalb der deutschsprachigen Gemeinde kommt ihm die Rolle einer Integrationsfigur zu. Bei Hitradio Namibia ist er täglich von 5 bis 10 Uhr als moderierender Journalist der Sendung „Namibia am Morgen“ zu hören.
Von Mitte 2015 bis September 2019 war er Vizevorsitzender des Editors’ Forum of Namibia.
2020 verkaufte Hähner Hitradio Namibia.